# Rivière du Canal Sec
Rivière du Canal Sec är ett vattendrag i Kanada.   Det ligger i provinsen Québec, i den östra delen av landet, 500 km nordost om huvudstaden Ottawa.
I omgivningarna runt Rivière du Canal Sec växer i huvudsak blandskog. Trakten runt Rivière du Canal Sec är nära nog obefolkad, med mindre än två invånare per kvadratkilometer.